# Yuku
Der Yuku, auch Yucu, war eine Einheit der Länge im Inka-Reich. Das Maß entsprach der Spanne.
- 1 Yuku ≈ 12 Zentimeter bis 14 Zentimeter